# Dragonball: Ewolucja
Dragonball: Ewolucja (ang. Dragonball: Evolution) – filmowa adaptacja znanej japońskiej serii mang i anime Dragon Ball. Film opowiada o Son Gokū i jego zadaniu znalezienia mistycznych Smoczych Kul. Produkcja filmu rozpoczęła się w 2002. W Polsce film miał swoją premierę 17 kwietnia 2009 roku.

## Obsada
- Justin Chatwin jako Gokū – główny bohater filmu[4]
- James Marsters jako lord Piccolo – czarny charakter[4]. Marsters w wywiadzie stwierdził, że grana przez niego postać ma tysiące lat i dawno, dawno temu był sprzymierzeńcem dobra, lecz z powodu niefortunnej kłótni został umieszczony w więzieniu na 2000 lat. To go bardzo zdenerwowało i kiedy znalazł sposób na ucieczkę, postanowił zniszczyć świat. Sam stwierdził, że taki scenariusz w ogóle nie zgadza się z fabułą oryginalnej serii, której jest wielkim fanem. Potwierdził również, że wygląd Piccolo będzie wzorowany na jego mangowym odpowiedniku[3].
- Jamie Chung jako Chichi – młoda dziewczyna zakochana w Gokū[5]. Stephen Chow początkowo planował do tej roli obsadzić Zhang Yuqi[6].
- Emmy Rossum jako Bulma – wspiera Gokū, kiedy Piccolo wykrada Smoczą Kulę należącą do jej ojca[7]
- Chow Yun-fat jako Żółwi Pustelnik – mistrz Gokū[8]
- Joon Park jako Yamcha[9] Do tej roli przesłuchiwany był również James Kyson Lee[10].
- Eriko Tamura jako Mai – dowódca obrony Piccolo[9][11]
- Texas Battle jako Carey Fuller – szkolny rozrabiaka[12]
- Luis Arrieta jako Teto – szkolny kolega Gokū. Postać stworzona specjalnie na potrzeby filmu[13][14].
- Randall Duk Kim jako dziadek Gohan – przybrany opiekun i dziadek Gokū, który uczy go sztuk walki[15].
- Ernie Hudson jako Mutaito – mieszkaniec świątyni, który będzie pomagał Gokū i jego przyjaciołom[16].

## Produkcja
W marcu 2002 20th Century Fox wykupiło prawa do ekranizacji serii Dragon Ball. W czerwcu 2004 Ben Ramsey podpisał kontrakt wart $500 000 na napisanie scenariusza do adaptacji serii Dragon Ball Z. W 2007 James Wong i Stephen Chow zostali wybrani na reżysera i producenta filmu, a projekt przyjął tytuł Dragonball. Wong wprowadził duże zmiany w scenariuszu. Podpisana została też umowa ze zrzeszającą kaskaderów firmą 87Element, która pracowała m.in. nad takimi produkcjami jak Matrix i 300. Ariel Shaw, który pracował nad takimi filmami jak Oszukać przeznaczenie i 300, został zatrudniony na stanowisku nadzorcy ds. efektów wizualnych. Robert Maclachlan, który również pracował nad Oszukać przeznaczenie, został zatrudniony jako operator filmowy.
Zdjęcia do filmu rozpoczęto 3 grudnia 2007 w Meksyku, kilka scen nakręcono m.in. w Universidad Tecnológica de México. Od 2 stycznia 2008 ekipa filmowa przenosiła się kolejno do Durango, a następnie w marcu do Estado de México, by nakręcić parę scen w okolicach wulkanu Nevado de Toluca. Reszta scen nakręcona została w Los Angeles. 21 marca 2008 zakończono zdjęcia do filmu, a projekt przeszedł w stan postprodukcji. W październiku 2008 roku wytwórnia Fox nakazała dokrętki, nie zdradziła jednak, czym taka decyzja została podyktowana.
Adaptując mangę, zachowano futurystyczny wygląd miast, usunięto natomiast antropomorficzne, mówiące ludzkim głosem zwierzęta, tj. Olonga lub Puara. Większość lokacji ma wygląd orientalny, ale pojawiły się również nawiązania do kultury azteckiej. Wiele bohaterek ma unikalne fryzury, by jak najlepiej przypominać ich mangowe odpowiedniki, reżyser zrezygnował jednak z peruki dla Chatwina, grającego rolę Gokū. Duża liczba scen została nakręcona w opuszczonych halach fabryk jeansów w okolicach meksykańskiego Durango.

## Premiera
20th Century Fox początkowo zapowiadało światową premierę filmu na 15 sierpnia 2008, lecz w wyniku kolizji z innymi planowanymi produkcjami, premierę przesunięto na 8 kwietnia 2009. Polska premiera filmu odbyła się 17 kwietnia 2009.